# Doppelkönigtum
Unter Doppelkönigtum fasst man die gleichzeitige legitime Regentschaft zweier Könige auf – und grenzt gegenüber dem Begriff Gegenkönig ab, der einen Insult gegen die Thronfolge darstellt.

## Sparta
Im antiken Sparta der klassischen und nachklassischen Zeit (bis 2. Jahrhundert v. Chr.) gab es ein Doppelkönigtum, dessen zwei Könige sich aus den Familien der Agiaden und Eurypontiden rekrutierten. Die Könige waren „lebenslange Feldherrn“, sie vertraten die spartanische Polis nach außen und waren oberste Priester. Als militärische Führer standen die Könige unter der Aufsicht der bzw. im Gegensatz zu den Ephoren. Die Könige hatten sich vor der Volksversammlung (Apella) zu verantworten.